# Уральский военно-промышленный комитет
Уральский военно-промышленный комитет — общественная организация, действовавшая в 1915—1918 годах на Урале в целях мобилизации предприятий региона на военные нужды. Штаб-квартира располагалась в Екатеринбурге.

## История

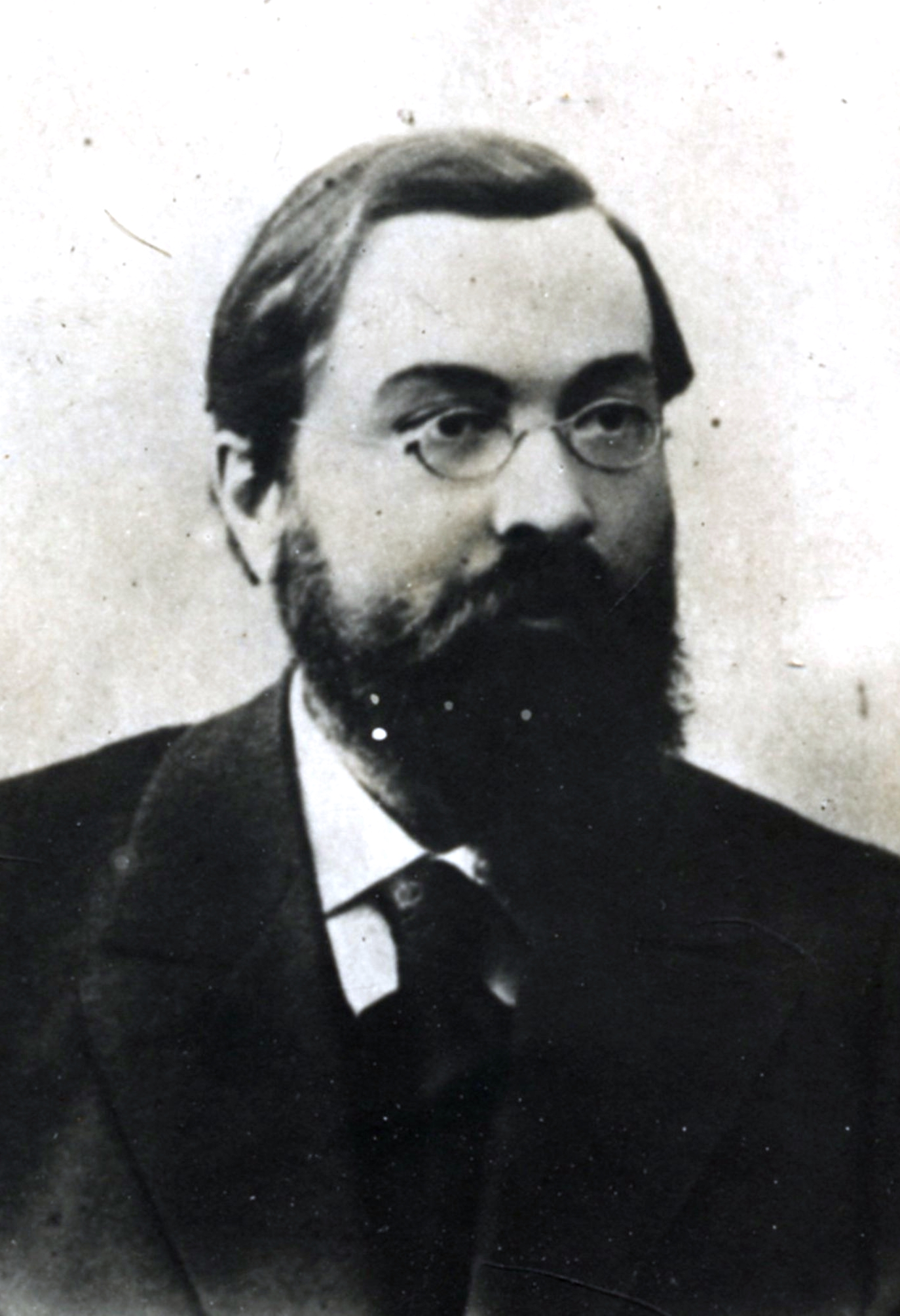
Н. Н. Кутлер, представитель Урала в ЦВПК

### Предыстория
Первые военно-промышленные комитеты (ВПК) создавались в Российской империи в мае 1915 по инициативе предпринимателей с целью мобилизации промышленности на военные нужды. Впервые идея создания комитетов была озвучена 30 мая 1915 года на IX Съезде представителей промышленности и торговли с участием членов Совета министров. В условиях кризиса власти деятельность комитетов, состоявших в основном из представителей буржуазии, быстро приобрела политическую окраску. Первое организационное заседание ВПК состоялось 4 июня 1915 года в Петрограде, а в июле 1915 года состоялся первый съезд ВПК, где был избран Центральный ВПК во главе с А. И. Гучковым и А. И. Коноваловым. Урал в Центральном ВПК представлял Н. Н. Кутлер.
Положение о Центральном ВПК Совет министров утвердил только 4 августа 1915 года, после чего началось создание большинства региональных ВПК. К началу 1916 года было создано 220 местных ВПК, объединённых в 33 областных ВПК. Структура комитетов отличалась от региона к региону, что осложняло их управление и функционирование.
Ранее, 4 июня 1915 года, в Петрограде во время первого организационного собрания ВПК Съезд горнопромышленников Урала, тесно взаимодействовавший с Советом Съездов представителей промышленности и торговли и знавший о планах по созданию ВПК, учредил на том же собрании свой Уральский горнозаводской комитет под председательством Н. Н. Кутлера со штаб-квартирой в Петрограде. Тем самым по сути сотрудники Съезда горнопромышленников Урала взяли на себя обязанности вновь созданного комитета. Это сразу создало напряжённость, вызванную очевидным дублированием функций. Расходы нового комитета финансировались из резервного фонда Совета Съездов горнопромышленников Урала. Задачи Уральского горнозаводского комитета включали в себя сбор данных о военных заказах и условиях их получения, а также помощь предприятиям в поставках сырья, топлива, рабочей силы, транспорта, оборотных средств и валюты через правительственные органы. 5 июня 1915 года Н. Н. Кутлер письмом сообщил главному начальнику уральских горных заводов П. И. Егорову о создании ведомства и указал на необходимость создания местных комитетов.

### Создание
Задача по созданию Уральского ВПК была поставлена Екатеринбургскому биржевому комитету, который во 2-й половине июня 1915 года подготовил учредительное собрание комитета. В это же время в Екатеринбурге для мобилизации промышленности Урала на военные нужды было создано Уральское заводское совещание, являвшееся региональным отделением Особого совещания но обороне государства, под руководством П. И. Егорова. 30 июня 1915 года состоялось учредительное собрание в составе 72 делегатов (из 200 приглашённых) из 4 уральских губерний (Вятской, Оренбургской, Пермской и Уфимской), на котором был создан Уральский военно-промышленный комитет под председательством главы Екатеринбургского биржевого комитета П. В. Иванова. Руководителем комитетской рабочей группы был назначен лидер уральских кадетов Л. А. Кроль. На учредительном собрании было решено создать штаб-квартиру Уральского ВПК в Екатеринбурге. Также было решено взаимодействовать с петроградским комитетом на паритетных началах.

### Деятельность
В начале своей работы в комитете были выделены горнозаводская (председатель Б. А. Рулёв) и кустарная секции (председатель А. И. Фадеев), а также секция общей промышленности (председатель А. М. Симонов). Был выбран президиум в составе 9 человек. Позднее секции были преобразованы в отделы с образованием новых: отдел перевозок сырья и топлива, рабочий отдел (занимался распределением трудовых ресурсов) и отдел заказов. Первое заседание Уральского областного ВПК состоялось 16 июля 1915 года в здании Екатеринбургской биржи.
21 октября 1915 года, на втором общем собрании членов Уральского областного ВПК П. В. Иванов отметил, что географический район деятельности комитета до сих пор окончательно не определён, а также не сформирована Контрольная комиссия комитета и не введено представительство от рабочих. Было принято решение о включении в комитет до 10 представителей рабочего класса.
Впоследствии пермские промышленники и представители властей, аргументируя в первую очередь удалённостью Перми от Екатеринбурга, способствовали образованию в губернском центре отдельного ВПК, который был учреждён 20 июля 1915 года. Таким образом, на Урале было создано два военно-промышленных комитета — Пермский и Екатеринбургский, который стал именоваться Уральским областным ВПК. Позднее, 7 марта 1916 года Пермский ВПК был также преобразован в областной. В начале июля в Челябинске был создан Зауральский ВПК. Комитеты самостоятельно определяли свои границы, что неизбежно приводило к конфликтам при распределении заказов и ресурсов. Некоторые уезды переходили из ведения одного ВПК к другому, частные предприниматели стремились взаимодействовать сразу с несколькими ВПК. Доходы Уральского ВПК складывались из взносов учредителей, предприятий и отдельных лиц; из ассигнований Правительства и Центрального ВПК, а также из доли от суммы передаваемых через комитет заказов, но не более 1 %.
Существование в Петрограде Уральского горнозаводского ВПК мешало деятельности Уральского областного ВПК. Крупные предприятия не стремились передавать необходимую информацию местному комитету, отдавая предпочтение столичному. Не обладая необходимой информацией, областной ВПК распределял заказы Центрального комитета и военных ведомств случайным образом или по результатам длительной переписки с мелкими производителями. Также работа комитета осложнялась наличием членов из удалённых от Екатеринбурга городов, которые не могли регулярно посещать заседания.
Комитет организовывал более или менее стабильные перевозки сырья и топлива по железным дорогам для заводов, задействованных в производстве вооружений, а также помогал потребителям находить контакты поставщиков из других регионов. В функции рабочего отдела Уральского областного ВПК входил контроль за освобождением рабочих, задействованных на выполнении оборонных заказов, от мобилизации, а также распределение военнопленных по заводам. С октября 1915 до конца 1917 года отделом заказов были распределены заказы на общую сумму 4,285 млн руб. Большинство заказов на вооружение и снаряжение было исполнено и сдано заказчикам. Невыполненными остался заказ на 1350 мин, часть мелких заказов была выполнена, но не сдана или не принята заказчиками.

### Ликвидация
Царское правительство обвиняло руководство военно-промышленных комитетов в стремлении присвоить функции государственных органов. В конце 1916 года ВПК вступили в
открытое противостояние с правительством, а в январе 1917 члены рабочих групп подверглись арестам. После Февральской революции 1917 года руководители Центрального ВПК получили министерские посты во Временном правительстве. 3 марта 1917 года Уральский ВПК обратился к гражданам с просьбой поддержать Временное правительство. Во время событий Октябрьской революции члены военно-промышленных комитетов отказались признать власть большевиков.
В январе 1918 года из-за прекращения оборонных заказов целесообразность существования военно-промышленных комитетов стала сомнительной. 23 (по другим данным, 28) января 1918 года на общем собрании членов Уральского ВПК было принято решение о его ликвидации и организации ликвидационной комиссии до 15 марта 1918 года. Работа комиссии была приостановлена после решений Всероссийского съезда ВПК в апреле 1918 года в Москве. 31 марта 1918 года ВПК были преобразованы в Народно-промышленные комитеты, находившиеся в ведении ВСНХ. В мае 1918 был избран новый президиум Центрального Народно-промышленного комитета, большинство членов НПК стали составлять представители рабочих организаций и совдепов. 24 июля 1918 Советы ликвидировали комитеты, окончательно прекратившие деятельность к марту 1919 года.
Уральский ВПК не признал решений о реорганизации ВПК, работа ликвидационной комиссии была возобновлена. С 29 мая по 24 июня 1918 года комитет фактически не работал, подвергаясь давлению со стороны большевиков из-за наступления на Екатеринбург чехословацких войск. Члены комитета были арестованы или бежали. После вступления Колчака в Екатеринбург комитет согласился возобновить свою деятельность для снабжению армии при условии наличия финансирования со стороны Временного Сибирского правительства. Финансирование было подтверждено 6 августа 1918 года, но возобновлению деятельности комитета помешало образование 19 августа 1918 года Уральского областного правительства, которое возглавил П. В. Иванов, признавшего существование Уральского ВПК нецелесообразным. Новым правительством был создан Уральский промышленный комитет, объединивший все предприятия Урала для работы на военные и гражданские нужды. В октябре 1918 года ликвидационная комиссия распустила Уральский ВПК.